# Springsteen: Deliver Me From Nowhere
Springsteen: Deliver Me From Nowhere (Originaltitel Deliver Me From Nowhere) ist ein Filmdrama von Scott Cooper. Der Film mit Jeremy Allen White in der Hauptrolle über den US-amerikanischen Rocksänger, Songwriter und Gitarristen Bruce Springsteen und Jeremy Strong in der Rolle seines Managers Jon Landau basiert auf dem Buch Deliver Me From Nowhere: The Making Of Bruce Springsteen’s Nebraska des Musikjournalisten Warren Zanes und greift den Entstehungsprozess von Springsteens sechstem Album Nebraska aus dem Jahr 1982 auf. Der Film soll Ende September beim New York Film Festival feiern und Ende Oktober 2025 in die US-amerikanischen und deutschen Kinos kommen.

## Handlung
Anfang der 1980er Jahre arbeitet Bruce Springsteen mit einigen Mitgliedern seiner Begleitband E Street Band an seinen Alben Nebraska und Born in the U.S.A.

## Biografisches

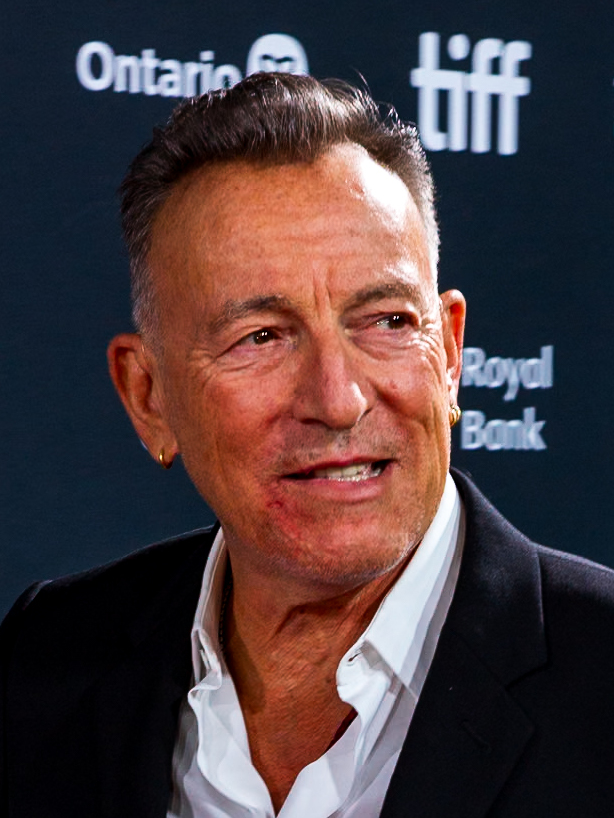
Bruce Springsteen, einer der kommerziell erfolgreichsten Rockmusiker

Der US-amerikanische Rock-Sänger, Gitarrist und Komponist, sowie Oscar- und Tony-Award-Preisträger und 20-fache Grammy-Gewinner Bruce Springsteen ist einer der kommerziell erfolgreichsten Rockmusiker überhaupt. Nach seinem Durchbruch mit Born to Run wurde der Musikkritiker Jon Landau sein Manger, nachdem sich Springsteen nach einem langwierigen Rechtsstreit von seinem bisherigen Manager Mike Appel getrennt hatte. Sein nächsten Albums Nebraska im Jahr 1982 galt als überraschend, da er, nur von Gitarre, Mundharmonika und Glockenspiel begleitet, mit diesem den Hintergrund für seine Geschichten über Außenseiter der amerikanischen Gesellschaft abgab.
Der Sänger litt damals unter schweren Depressionen und Angstzuständen. Die Aufnahme entstand bei ihm zuhause. In seinen Memoiren Born to Run schreibt Springsteen über diese Zeit: „Meine Depression brodelt wie eine Ölpest … Ihr schwarzer Schlamm droht, jeden noch so kleinen lebendigen Teil von mir zu ersticken.“ Heute gilt Nebraska mit seinen intimen und eindringlichen, oft depressiv wirkenden Liedern als eines seiner besten Alben.

## Produktion

### Literarische Vorlage und Filmstab
Grundlage des Films ist das 2023 erschienene Buch Deliver Me From Nowhere: The Making Of Bruce Springsteen’s Nebraska von Warren Zane. Der Musikjournalist und Musiker war von Springsteen wegen eines Artikels kontaktiert worden, führte im Anschluss ausführliche Gespräche mit dem Rockstar in dem Zimmer, in dem Nebraska größtenteils entstanden war, und schrieb schließlich ein ganzes Buch über den Entstehungsprozess.
Regie führte Scott Cooper, der auch das auf Zanes' Buch basierende Drehbuch schrieb. Er führte bereits bei anderen Musikfilmen Regie, so bei seinem Regiedebüt Crazy Heart, einer Filmbiografie über den 2007 verstorbenen Country-Sängers Hank Thompson mit Jeff Bridges in der Hauptrolle. Andere frühere Arbeiten von Cooper sind Black Mass, Hostiles, Auge um Auge und Der denkwürdige Fall des Mr Poe.

### Besetzung und Dreharbeiten
„Jeremy ist ein grossartiger Schauspieler. Er hat eine Interpretation von mir, die die Fans, denke ich, sehr gut wiedererkennen werden.“

Jeremy Allen White, bekannt aus den Fernsehserien Shameless und The Bear: King of the Kitchen, verkörpert in der Hauptrolle Bruce Springsteen. Als Junge wird er von Matthew Anthony Pellicano gespielt. Gaby Hoffmann und Stephen Graham spielen Springsteens Eltern Adele und Douglas. Jeremy Strong, bekannt aus der Fernsehserie Succession und dem Trump-Film The Apprentice, spielt Springsteens Manager, Produzenten und engen Vertrauten Jon Landau und Grace Gummer dessen zweite Ehefrau Barbara. Odessa Young ist in der Rolle von Springsteens Freundin Faye zu sehen. In weiteren Rollen sind David Krumholtz als Al Teller und Paul Walter Hauser und Marc Maron als die Musikproduzenten Mike Batlan und Chuck Plotkin zu sehen. Das Casting übernahm Francine Maisler.
Die Dreharbeiten fanden im November und Dezember 2024 in New York City und in West Orange, Rockaway und Asbury Park in New Jersey statt. Als Kameramann fungiert der Japaner Masanobu Takayanagi, mit dem Cooper für fast alle seine Filme seit Auge um Auge von 2013 zusammenarbeitete.

### Marketing und Veröffentlichung
Der erste Trailer wurde Mitte Juni 2025 vorgestellt. Die Premiere des Films ist am 28. September 2025 beim New York Film Festival geplant. Am 23. Oktober 2025 soll der Film in die deutschen und am darauffolgenden Tag in die US-amerikanischen Kinos kommen.